# Étienne Ghys

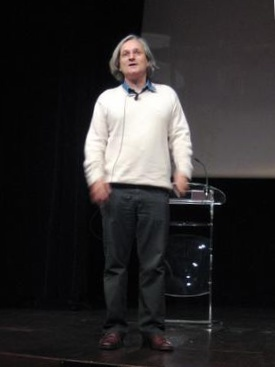
Étienne Ghys in 2007

Étienne Ghys  (29 december, 1954) is een Frans wiskundige. Zijn onderzoek richt zich vooral op meetkunde en dynamische systemen, ofschoon zijn wiskundige interesse breder is. Ghys heeft tevens belangstelling voor de historische ontwikkelingen van wiskundige ideeën, specifiek de bijdrage van Henri Poincaré daarin.
Ghys behaalde zijn doctoraat aan de Universiteit van Lille in 1979. Hij werd directeur de recherche van de École normale supérieure in Lyon. Ghys is tevens hoofdredacteur van het wiskundig tijdschrift Publications Mathématiques de l'IHÉS en lid van de Franse Academie van Wetenschappen. In 2015 won hij de Clay Research Award, toegekend door het Clay Mathematics Institute. 